# La canterina
La canterina (La cantante o La diva), Hob. 28/2, es una breve ópera bufa en dos actos con música de Joseph Haydn, la primera que compuso para el príncipe Esterházy. Está basada en un libretto de Carl Friberth, que a su vez estaba inspirado en el intermezzo del tercer acto de la ópera L'Oringille de Niccolò Piccinni (1760). Fue compuesta en 1766, y estrenada en el otoño de ese mismo año en Eisenstadt. Originalmente fue concebida para ser un par de intermezzi, con cada uno de sus dos actos entre los actos de una ópera seria. Se suele considerar esta ópera como un trabajo similar a La serva padrona de Pergolesi y Pimpinone de Telemann.
Esta obra rara vez se representa en la actualidad; en las estadísticas de Operabase aparece con sólo 6 representaciones en el período 2005-2010, siendo la séptima de Haydn.
En 2014, se realizó en el Teatro Coliseo Podestá de La Plata con dirección escénica de Nicolás Isasi junto a un grupo de jóvenes artistas.

## Argumento
Gasparina es la cantante, guiada por la vida por Apollonia. Gasparina asiste a clases de canto con Don Pelagio, un hombre algo mayor que está enamorado de Gasparina e imagina que ella también lo ama a él. En realidad Gasparina lo único que quiere de él son sus enseñanzas, pero le juega con él y le permite que se haga ilusiones. Don Ettore es el vecino, también enamorado de la cantante, más joven que don Pelagio y ciertamente rico, por lo que Gasparina acepta sus valiosos regalos.
Don Pelagio sorprende a Gasparnia con Don Ettore y la echa de su piso, ya que Don Pelagio le había dejado vivir en un piso de su propiedad. Gasparina finge estar apenada y desamparada y consigue avivar la simpatía de Don Pelagio. Termina la ópera con Gasparina habiéndoselas arreglado para tener tanto a Don Ettore como a Don Pelagio comiendo de su mano. El aspecto cómico de la ópera se resaltaba representando a Don Ettore como una mujer vestida de hombre, y Apollonia como un hombre vestido de mujer.